# سابري كريك (ألبرتا)
سابري كريك هي قرية كندية في شمال ألبرتا من ضمن منطقة وودبفالو. تقع على شمالي طريق 69 على بعد 11 كلم من فورت ماكموراي.

## السكان
بحسب إحصائية 2012، كان عدد سكان سابري كريك 925 نسمة. وهناك 194 مسكن مستعمل من أصل 204 مسكن. وشهدت 4،5% زيادة في عدد السكان بين 2006 و2012. مساحة القرية هي 4،56 كلم مربع.

## قرى مجاورة
- فورت ماكموراي
- كونكلن
- أنزاك
- فورت تشيبوايان
- فورت ماكاي
- غريغوار لايك
- جنوب جانفيي
- سابري كريك
- درايبر
- فورت فيتزجيرالد
- بحيرات ماريانا

## إقراء أيضا
- قائمة مجتمعات ألبرتا
- قائمة قرى ألبرتا
- قائمة مجتمعات شمالي ألبرتا